# キャスケット・ビジャール

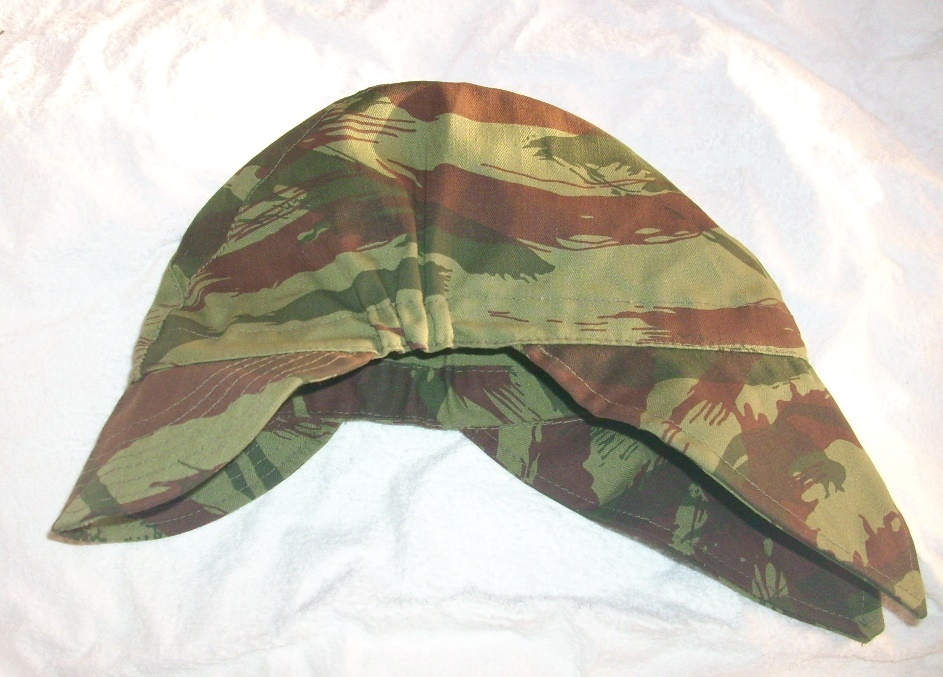
ポルトガル軍で採用されたキャスケット・ビジャール。フランス製のものとほぼ同型である。

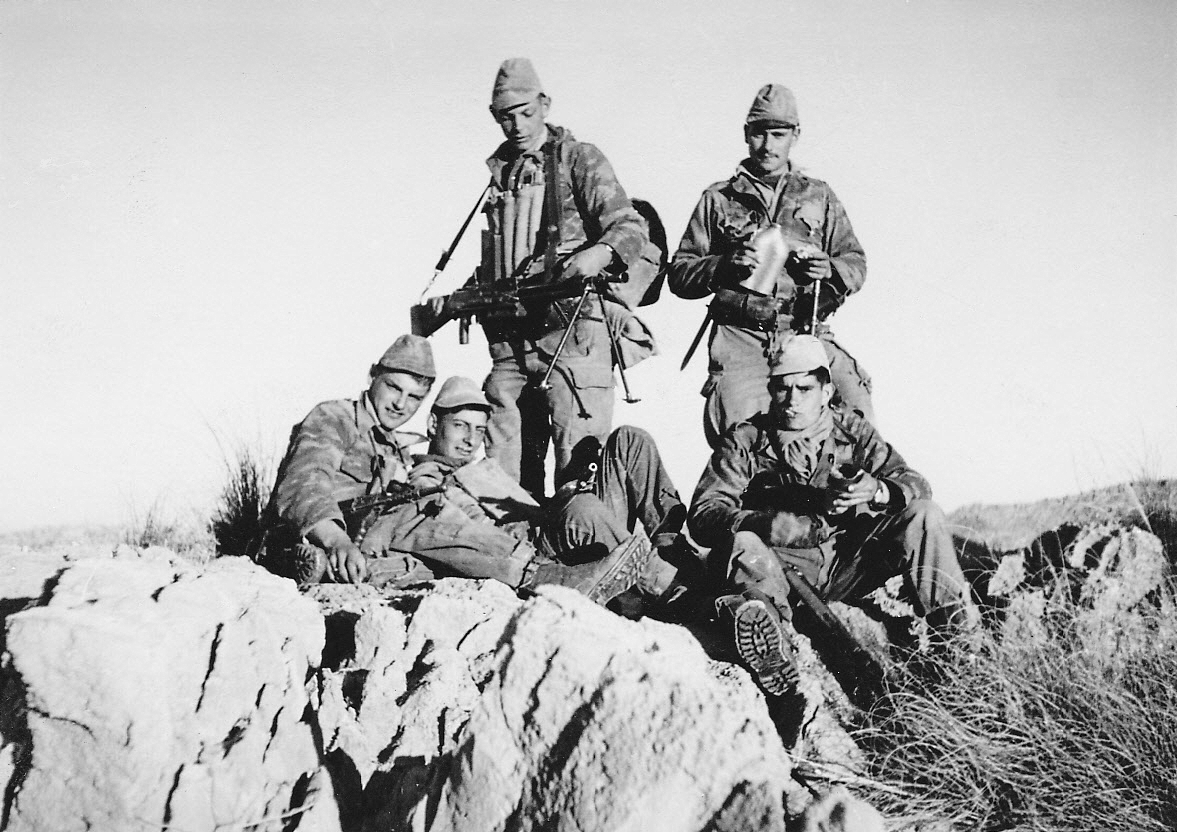
第4ズアーブ連隊の兵士。

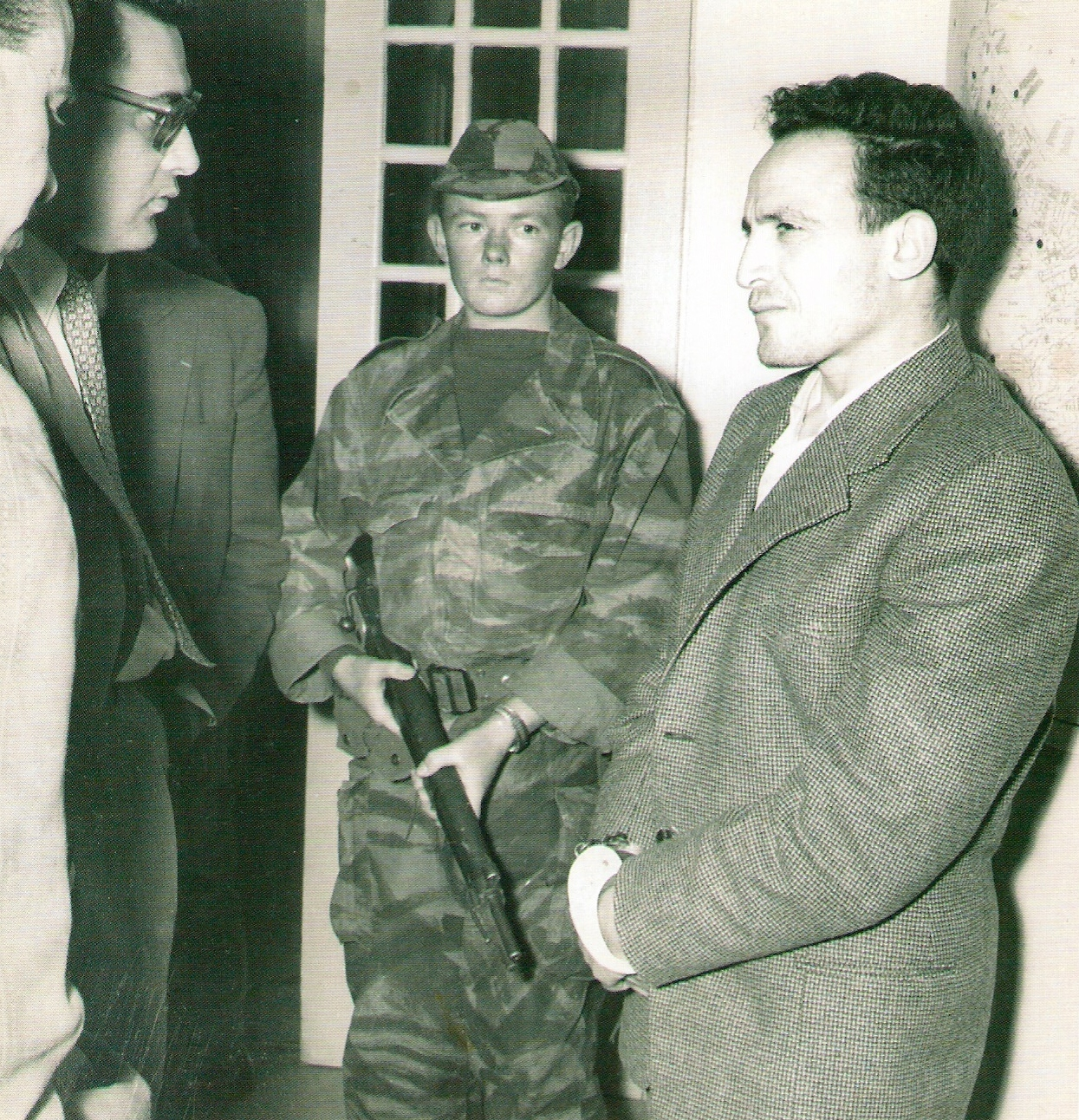
FLN幹部ラルビ・ベン・ムヒディを拘束した落下傘兵（1957年）

キャスケット・ビジャール（フランス語: casquette Bigeard）は、フランス陸軍で落下傘兵向けの戦闘帽として考案された帽子である。アルジェリア戦争の際にマルセル・ビジャールが愛用したためこのように呼ばれる。後に落下傘兵以外の兵科でも広く使用され、フランス国外でもこれを模倣した戦闘帽が多数作られた。

## 概要
正式には空挺兵用布帽（Casquette en toile type TAP）と呼ばれる。最初に設計された1953年式のほか、細部に変更・改良を加えたものがいくつか存在する。
ビジャール自身が考案したとされることもあるが、実際には第一次インドシナ戦争末期にマーク・フラモン軍曹を始めとする下士官らが考案したと言われている。彼らは新型戦闘帽を設計するにあたり、第二次世界大戦中に開発された日本軍の略帽とドイツアフリカ軍団（DAK）の野戦帽に注目した。

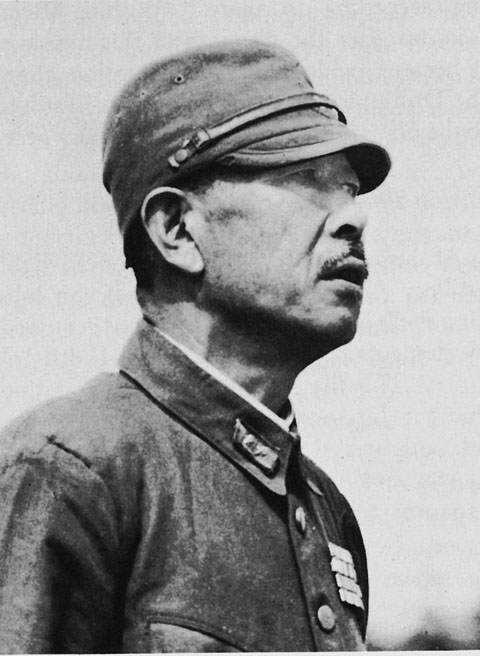
略帽を着用した日本陸軍の将官。
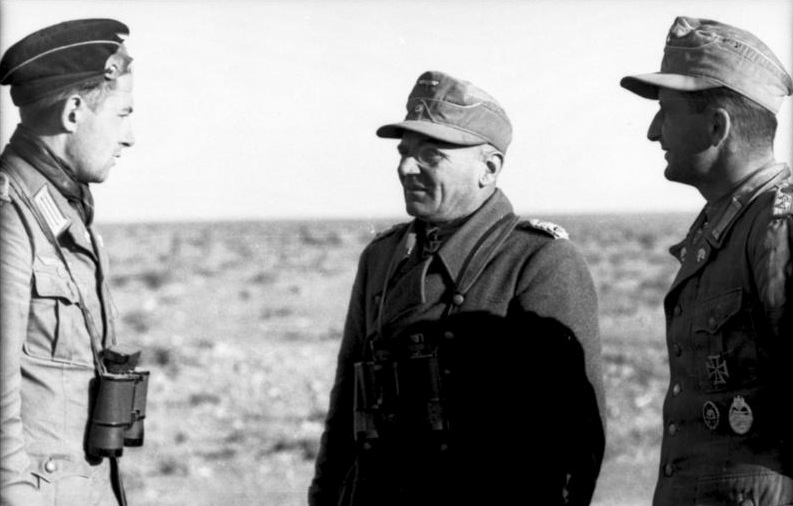
野戦帽を着用したDAKの将官。

こうして作られた新型戦闘帽は、大まかな形状は日本製の略帽を踏襲しつつ、DAKの野戦帽の特徴も取り入れたものだった。日本製の略帽と同様、ひさしを折って帽自体を簡単に畳むことができる。また、後頭部を覆う防暑用の帽垂布は中央で2つに分かれており、使わない場合は帽の内側に折り込むことができる。
当初は旧式で在庫があった「ソシソンの皮」（peau de saucisson）と俗称されるSAS43迷彩の布地から作られていたが、アルジェリア戦争期には落下傘部隊の標準的な野戦服と同様の1947/56迷彩（リザード・パターン）の布地に改められた。さらに後にはオリーブ色のサテン300（Satin 300）布地や中央ヨーロッパ迷彩の布地を用いたものも作られている。

## 運用
1953年に考案された後、かつてビジャールの副官を務めた第8打撃落下傘大隊長ピエール・トゥーレ大尉が配下の中隊に配備し、イロンデール作戦などの際に使用された。1954年のディエンビエンフーの戦いの際、トゥーレは第6植民地落下傘大隊長たるビジャール少佐に新型戦闘帽の採用を提案した。こうして第6大隊が従来使用していたブッシュハット（chapeau de brousseまたはbob casquette）は新型戦闘帽によって更新された。
その後のアルジェリア戦争でもビジャールは自らが指揮する第3海兵歩兵落下傘連隊に新型戦闘帽を配備し、これに倣う形で他の落下傘部隊でも調達が行われた。また、陸軍指揮下で活動する憲兵隊所属部隊の猟兵コマンド（Commando de chasse）の各隊でも使用され、最終的には一般部隊でも希望すれば受け取れるようになった。
1955年11月、ビジャールは新型野戦帽の採用にあたり、連隊の部隊指揮官ら4名を指揮所に招き、次のように語った。

諸君、今夜ここに集まってもらったのは、いくつかの物事を変更したいからだ。つまり、スタイルだ。我が落下傘部隊の規則を変え、魅力を与えるのだ。私は彼らがより多くの注目を集めて欲しいと願う！その為にすべきこととは何か。連隊の一般的な落下傘兵の装いというのは、迷彩服、MAS36小銃、ベレー帽である。そこで、諸君は次のようになる。特別な落下傘兵の装い、すなわち身体にぴったりと合った野戦服を着用し、短機関銃で武装し、他に類を見ない奇妙な帽子を被るのだ。

Messieurs, je vous ai réuni ce soir car je veux que ça change : le style, le commandement et l’allure de mes paras. Je veux qu’ils aient plus de gueule ! Voilà ce que vous êtes. Un para du régiment entre en tenue habituelle, treillis camouflé, MAS 36 à la main et béret sur la tête. Et voilà ce que vous allez devenir. Entrée d’un autre para avec un treillis bien ajusté, armé d’un pistolet mitrailleur et portant une étrange casquette ne ressemblant à aucune autre……

ビジャール自身は考案者ではなかったものの、彼がアルジェリア戦争を通じて愛用し、また普及させたため、やがて彼の名を冠した「キャスケット・ビジャール」という通称が広く使われるようになった。
一般部隊でキャスケット・ビジャールが使用されなくなった後も、ビジャールの古巣でもある第3連隊では象徴的な装備の1つとして長らく使用された。連隊では3ヶ月間の基礎教練を修了した新兵に対し、ビジャールが1955年11月に語ったのと同じ言葉を告げながらキャスケット・ビジャールを贈るという儀式が2010年9月まで続けられていた。
2010年、オテル・デ・ザンヴァリッドで行われたビジャールの軍隊葬の際、国旗で覆われた棺の上にはレジオンドヌール勲章十字章や将官用制帽（ケピ帽）とともに、かつて彼が愛用した落下傘兵用のキャスケット・ビジャールも載せられた。